# Erigeron sparsifolius
Erigeron sparsifolius là một loài thực vật có hoa trong họ Cúc. Loài này được Eastw. mô tả khoa học đầu tiên năm 1896.